# الدور التمهيدي في مسابقة الاتحاد الآسيوي الأولمبية للرجال 2012
الدور التمهيدي في مسابقة الاتحاد الآسيوي الأولمبية للرجال 2012 سيقام يوم 23 فبراير 2011 و9 مارس 2011. وسوف تكون حسب نظام ساقين. القرعة عقدت في 20 أكتوبر، 2010. الفائزين الـ11 من الدور التمهيدي سينضموا إلى الفرق 13 الأعلى تصنيفا للعب مباراتي ساق خروج مغلوب على أن يلعب الدور التالي في 19 و23 يونيو 2011.
| فريق 1                   | نتج.        | فريق 2         | ذهاب | إياب |
| ------------------------ | ----------- | -------------- | ---- | ---- |
| تايلاند                  | 1–1 (6–5 ض) | فلسطين         | 1–0  | 0–1  |
| الأردن                   | 3–0         | تايبيه الصينية | 1–0  | 2–0  |
| اليمن                    | 3–0         | سنغافورة       | 2–0  | 1–0  |
| الكويت                   | 5–0         | بنغلاديش       | 2–0  | 3–0  |
| ماليزيا                  | 2–0         | باكستان        | 2–0  | 0–0  |
| الإمارات العربية المتحدة | 10–1        | سريلانكا       | 7–1  | 3–0  |
| الهند                    | 3–2         | ميانمار        | 2–1  | 1–1  |
| عمان                     | 7–2         | طاجيكستان      | 4–1  | 3–1  |
| إندونيسيا                | 1–4         | تركمانستان     | 1–3  | 0–1  |
| إيران                    | 1–0         | قرغيزستان      | 1–0  | 0–0  |
| هونغ كونغ                | 7–0         | المالديف       | 4–0  | 3–0  |

## مباريات الذهاب
| تايلاند          | 0 – 1 | فلسطين |
| ---------------- | ----- | ------ |
| نارات باتشيا 43' | تقرير |        |

| الأردن   | 0 – 1 | تايبيه الصينية |
| -------- | ----- | -------------- |
| زايد 82' | تقرير |                |

| الكويت                    | 0 – 2 | بنغلاديش |
| ------------------------- | ----- | -------- |
| العنزي 43' · القحطاني 47' | تقرير |          |

| ماليزيا                    | 0 – 2 | باكستان |
| -------------------------- | ----- | ------- |
| زهر النظام 4' · فاظل 45+4' | تقرير |         |

| الهند                    | 1 – 2 | ميانمار     |
| ------------------------ | ----- | ----------- |
| ليلبيكلوا 24' · فيلا 40' | تقرير | ماي أيه 33' |

| عمان                                           | 1 – 4 | طاجيكستان             |
| ---------------------------------------------- | ----- | --------------------- |
| عيد محمد 19'، 65' · الجلبوبي 35' · النعيمي 47' | تقرير | شوهزوخوروف 13' (ضرب.) |

| إندونيسيا | 3 – 1 | تركمانستان                                 |
| --------- | ----- | ------------------------------------------ |
| تيتوس 14' | تقرير | أمانوف 17' · بوليان 80' · أورازساهيدوف 86' |

| إيران      | 0 – 1 | قرغيزستان |
| ---------- | ----- | --------- |
| رحماني 38' | تقرير |           |

| هونغ كونغ                                          | 0 – 4 | المالديف |
| -------------------------------------------------- | ----- | -------- |
| تو هون تو 1' 86' · يوين تسون نام 64' · جيمس ها 83' | تقرير |          |

| الإمارات العربية المتحدة                                                | 1 – 7 | سريلانكا        |
| ----------------------------------------------------------------------- | ----- | --------------- |
| خليل 7'، 54' · راشد 15'، 22' · الكمالي 38' (ضرب.) · علي 63' · مبخوت 66' | تقرير | ماذهوم محمد 61' |

| اليمن                     | 0 – 2 | سنغافورة |
| ------------------------- | ----- | -------- |
| الهاجري 38' · العنبري 50' | تقرير |          |

## مباراة الإياب
| فلسطين       | 0 – 1 (ب.و.إ.) | تايلاند |
| ------------ | -------------- | ------- |
| أبو حبيب 45' | تقرير          |         |

1–1 بالإجمالي. تايلاند فازت بعد ضربات الترجيح.
| بنغلاديش | 3 – 0 | الكويت                            |
| -------- | ----- | --------------------------------- |
|          | تقرير | الأنصاري 2' · السليمان 45+1'، 89' |

الكويت فازت 5–0 بالإجمالي.
| تايبيه الصينية | 2 – 0 | الأردن                 |
| -------------- | ----- | ---------------------- |
|                | تقرير | زعترة 28' · رواشدة 89' |

الأردن فازت 3–0 بالإجمالي.
| المالديف | 3 – 0 | هونغ كونغ                         |
| -------- | ----- | --------------------------------- |
|          | تقرير | لام هوك هي 19'، 45' · جيمس ها 23' |

هونغ كونغ فازت 7–0 بالإجمالي.
| قرغيزستان | 0 – 0 | إيران |
| --------- | ----- | ----- |
|           | تقرير |       |

إيران فازت 1–0 بالإجمالي.
| تركمانستان   | 0 – 1 | إندونيسيا |
| ------------ | ----- | --------- |
| مينغازوف 25' | تقرير |           |

تركمانستان فازت 4–1 بالإجمالي.
| طاجيكستان      | 3 – 1 | عمان                                  |
| -------------- | ----- | ------------------------------------- |
| توختاسونوف 42' | تقرير | الحضري 49'، 73' (ضرب.) · الجليوبي 52' |

عمان فازت 7–2 بالإجمالي.
| ميانمار        | 1 – 1 | الهند     |
| -------------- | ----- | --------- |
| كياو كو كو 64' | تقرير | سابيث 90' |

الهند فازت 3–2 بالإجمالي.
| باكستان | 0 – 0 | ماليزيا |
| ------- | ----- | ------- |
|         | تقرير |         |

ماليزيا فازت 2–0 بالإجمالي.
| سريلانكا | 3 – 0 | الإمارات العربية المتحدة      |
| -------- | ----- | ----------------------------- |
|          | تقرير | راشد 19' · خليل[ ؟ ] 27'، 41' |

الإمارات العربية المتحدة فازت 10–1 بالإجمالي.
| سنغافورة | 1 – 0 | اليمن       |
| -------- | ----- | ----------- |
|          | تقرير | العنبري 14' |

اليمن فازت 3–0 بالإجمالي.